# Paratrichius discolor
Paratrichius discolor är en skalbaggsart som beskrevs av Jordan 1895. Paratrichius discolor ingår i släktet Paratrichius och familjen Cetoniidae. Inga underarter finns listade i Catalogue of Life.